# Paralaea longidens
Paralaea longidens är en fjärilsart som beskrevs av W. Warren 1900. Paralaea longidens ingår i släktet Paralaea och familjen mätare. Inga underarter finns listade i Catalogue of Life.